# Model napredovale jetrne bolezni
Model napredovale jetrne bolezni (MELD; angl. Model for End-Stage Liver Disease) je točkovalni model za oceno stopnje kronične jetrne bolezni. Razvili so ga kot napovedovalno orodje trimesečnega preživetja po posegu vzpostavitve  transjugularnega intrahepatičnega portosistemskega obvoda (TIPS), kasneje pa se je izkazal za uporabnega kot prognostično orodje pri presaditvi jeter ter za določanje prednosti na seznamu za prejetje presadka. Lestvico MELD uporabljata tako ameriška (UNOS) kot evropska transplantacijska mreža (Eurotransplant) za določanje prednostnih bolnikov za presaditev jeter in je s tem zamenjala Child-Pughovo lestvico.

## Določanje vrednosti
Vrednost MELD se določi na osnovi vrednosti bolnikove ravni serumskega bilirubina, serumskega kreatinina ter internacionalnega normaliziranega razmerja (INR) po naslednji formuli:
MELD = 3,78 × ln[serumski bilirubin (mg/dL)] + 11,2 × ln[INR] + 9,57 × ln[serumski kreatinin (mg/dL)] + 6,43
Vrednosti MELD so podane kot zaokrožene cele številke.
Pri UNOS-u (United Network for Organ Sharing) so naredili naslednji prilagoditvi formule:
- če je bolnik v zadnjih 7 dneh prejel dve dializi, se upošteva vrednost serumskega kreatinina 4,0 mg/dL;
- če je katerakoli vrednost nižja od 1, se upošteva vrednost 1 (na primer, če je raven serumskega bilirubina 0,8, se upošteva 1,0), da ne pride do napačnega znižanja končnega rezultata (vrednost naravnega logaritma za vrednosti, nižje od 1,0, je namreč negativna).

## Interpretacija
Vrednosti MELD so povezane s preživetjem bolnika; poročana trimesečna smrtnost pri 3437 hospitaliziranih bolnikih z napredovalo jetrno boleznijo, ki so bili kandidati za presaditev jeter, za posamezne vrednosti MELD je naslednje:
- 40 ali več – poročana smrtnost: 71,3-%
- 30–39 – poročana smrtnost: 52,6-%
- 20–29 – poročana smrtnost: 19,6-%
- 10–19 – poročana smrtnost: 6,0-%
- < 9 – poročana smrtnost: 1,9-%